# シャリフ・ムハンマド
シャリフ・ハマユニー・ムハンマド（ロシア語: Шариф Хамаюни Мухаммад、1990年3月21日 - ）は、ロシア・ダゲスタン共和国、マハチカラ出身のサッカー選手。ポジションはMF。

## 経歴

### クラブ
1990年、現ロシア・ダゲスタン共和国の首都マハチカラにて生まれた。マハチカラ・スポーツ学校を卒業後の2007年には、アマチュア・サッカーリーグに所属していたFCディナモ・マハチカラに在籍し、2010年にFCアンジ・マハチカラと契約をした。2010年7月10日、ロシア・プレミアリーグ第12節のFCロコモティフ・モスクワ戦(1-2)の88分にニコライ・ジョサンとの交代でピッチに立ち、ロシア・プレミアリーグデビューを飾った。2015年にはアンジ・マハチカラのセカンドチームであるロシア・セカンドディビジョンのアンジ・マハチカラⅡに所属した。

### 代表
2018 FIFAワールドカップ・アジア2次予選の日本代表戦でアフガニスタン代表デビュー。2017年3月23日、シンガポール代表との親善試合で代表初ゴール。

## 人物
- 父はアフガニスタンで生まれ、アフガニスタン紛争後に留学でマハチカラへ渡る。留学先のマハチカラで地元出身の母と出会い結婚をした[3]。

## 所属クラブ
- FCアンジ・マハチカラ 2010-2014
- FCアンジ・マハチカラⅡ 2015
- PFCスパルタク・ナリチク 2016-2017
- AFCエシルストゥーナ 2017